# Carlos Abad López
Carlos Abad López (Madrid, 20 de enero de 1896 - México ?) fue un militar y político español republicano. Tuvo orden y mando durante la Guerra civil en Asturias y se exilió a México donde falleció. 

## Biografía
En 1912 ingresó en la Academia militar de Toledo, de la que se licenciaría tres años más tarde con el rango de teniente. También en 1912 se alistó como voluntario en la Brigada topográfica militar con base en la capital. Destinado inicialmente a Gijón, en 1918 fue destinado a Marruecos, donde permaneció hasta 1929 con excepción de algunos traslados. Tras la proclamación de la República, en 1931, se acogió a la Reforma militar de Azaña y abandonó el ejército con el rango de capitán.
Establecido nuevamente en Gijón, fue propietario de un negocio de servicios automovilísticos y llegó a afiliarse al PSOE.
En julio de 1936 se encontraba en Gijón, en situación de retirado del ejército. Tras el estallido de la Guerra civil se unió a las fuerzas republicanas, convirtiéndose en el principal líder militar de las milicias gijonesas. Con posterioridad llegó a ser comandante de la 1.ª División asturiana y jefe de Estado Mayor del III Cuerpo de Ejército asturiano. Tras la caída de Asturias en manos franquistas regresó a la zona centro republicana, ocupando destinos en el Ejército Popular de la República. Le fue encomendado el mando de la  212.ª Brigada Mixta, con la que intervino en la batalla de Teruel. En 1938 fue destinado a la Inspección general de puertos en Cataluña. 
Tras el final de la contienda marchó al exilio. En 1942 se trasladó a México, a donde llegó a bordo del buque Nyassa. Partidario del sector que lideraba Juan Negrín, en 1946 fue expulsado del PSOE junto a otros socialistas «negrinistas». Abad López, que siguió manteniendo alguna actividad en los círculos socialistas, falleció en el exilio.
En 2008, durante el XXXVII Congreso del PSOE, fue readmitido en el partido de forma póstuma.